# Sandjak de Gallipoli
Le sandjak de Gallipoli, ou sandjak de Gelibolu, est une division historique de l'Empire ottoman. 
Il était situé le long de la mer de Marmara, avec une longueur de 460 kilomètres et une largeur de 150. Il comptait 600 000 habitants au XIXe siècle. Il correspondait au sud de l'ancienne Thrace et à la Macédoine orientale. 

## Source
Cet article comprend des extraits du Dictionnaire Bouillet. Il est possible de supprimer cette indication, si le texte reflète le savoir actuel sur ce thème, si les sources sont citées, s'il satisfait aux exigences linguistiques actuelles et s'il ne contient pas de propos qui vont à l'encontre des règles de neutralité de Wikipédia.